# Norman Lindsay
Norman Alfred William Lindsay, in breve Norman Lindsay (Creswick, 22 febbraio 1879 – Springwood, 21 novembre 1969), è stato un artista, scultore e scrittore australiano, fumettista e pugile dilettante.

## Biografia
Lindsay nacque a Creswick nel 1879, dal chirurgo anglo-irlandese Robert Charles William Alexander e da Jane Elizabeth Lindsay, figlia del reverendo Thomas Williams, quinto di dieci figli, tra i quali Percy, Lionel, Ruby e Daryl.
Lindsay sposò il 23 maggio 1900 a Melbourne Catherine (Kate) Agatha Parkinson, dalla quale ebbe tre figli: Jack, nato a Melbourne il 20 ottobre dello stesso anno e divenuto editore, scrittore e attivista, Raymond, nato nel 1903 e Philip, nato nel 1906. Essi divorziarono nel 1918, mentre Philip morì nel 1958 seguito da Raymond nel 1960.
Lindsay morì nel 1969 e fu sepolto nel Springwood Cemetery dell'omonimo sobborgo vicino alla sua casa Faulconbridge.

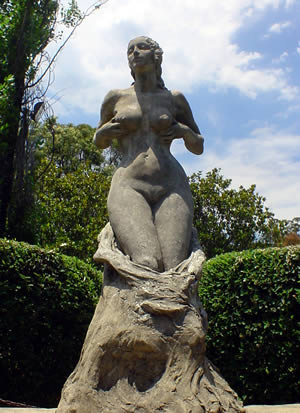
Statua di un nudo presso i giardini di Norman Lindsay.

### Rose Soady
Rose Soady divenne modella di Lindsay nel 1902, poi fu la sua seconda moglie, il suo manager e la sua fonte di ispirazione per la maggior parte delle sue incisioni. Nel 1909 Lindsay partì per Londra nel 1909 e vi si riunì con Rose nel 1910.
Lindsay sposò Soady il 14 gennaio 1920, dalla quale ebbe Jane ed Helen (Honey). Jane morì nel 1999, mentre Honey rimase negli Stati Uniti all'inizio della seconda guerra mondiale.
Inoltre, Jane acquisì lo studio di incisione della proprietà Faulconbridge nel 1949 e costruito una casa intorno ad esso, mentre Honey si sposò due volte, con Bruce Glad e con Richard Siau.

## Carriera

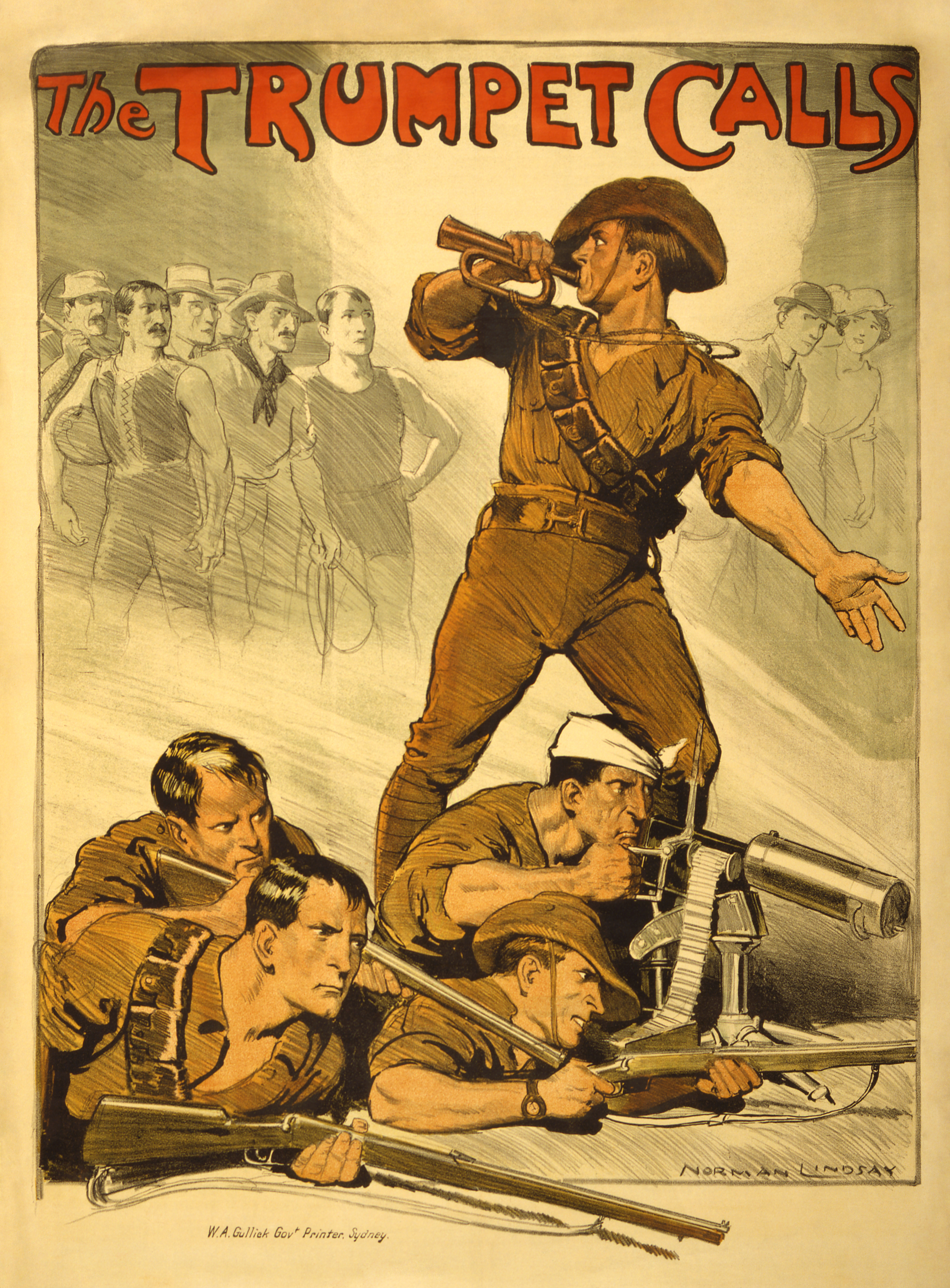
Norman Lindsay, The trumpet calls (Sydney: W.A. Gullick Govt. Printer, c.1918), National Library of Australia. Lindsay realizzò un gran numero di manifesti e vignette, a scopo di propaganda e di invito all'arruolamento, per il governo australiano durante la prima guerra mondiale.

Nel 1895, Lindsay si trasferì a Melbourne per lavorare su una rivista locale con il fratello maggiore Lionel. Le sue esperienze di Melbourne sono descritte in Rooms and Homes.
Nel 1901, insieme a Lionel fece, inoltre, parte dello staff del Sydney Bulletin.
Lindsay scrisse il romanzo per bambini Il budino magico, pubblicato nel 1918. Il suo romanzo Redheap (presumibilmente basato sulla sua città natale, Creswick) fece scandalo e fu vietato a causa di leggi sulla censura.

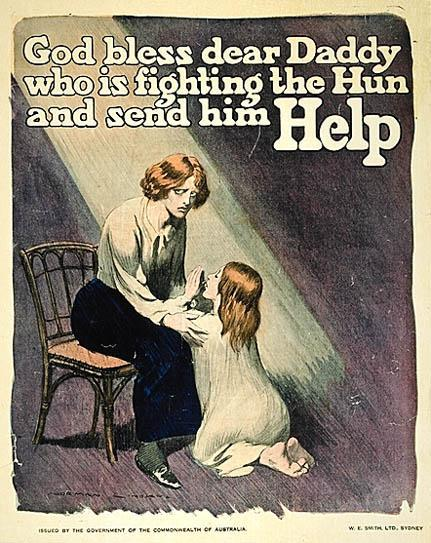
Vignette di Lindsay come questa furono utilizzate sia per il reclutamento che per promuovere l'arruolamento durante la prima guerra mondiale.

Lindsay lavorò come vignettista editoriale, noto per i suoi orientamenti politici razzisti e di destra pubblicati sul The Bollettin; la "paura rossa" e il "pericolo giallo" erano temi popolari nelle sue vignette.
Lindsay è stata associato a numerosi poeti, come Kenneth Slessor, Francis Webb e Hugh McCrae, influenzati in parte dalla sua visione filosofica delineata nel suo libro Creative Effort. Inoltre illustrò la copertina per il seminale di Henry Lawson, While the Billy Boils.
Lindsay influenzò molti artisti, in particolare gli illustratori Roy Krenkel e Frank Frazetta ed era amico di Ernest Moffitt.

### Europa

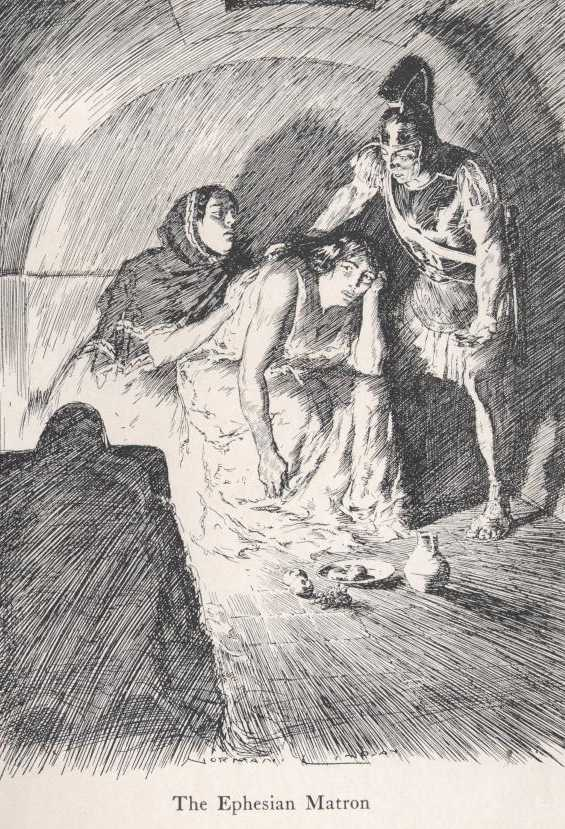
"Matrona di Efeso", episodio del Satyricon.

Lindsay visitò l'Europa nel 1909, seguito da Rose più tardi. A Napoli disegnò 100 illustrazioni a penna ed inchiostro tratte dal Satyricon di Petronio e visitò il South Kensington Museum, dove effettuò schizzi di modelli di navi della collezione del Museo. Lindsay tornò in Australia nel 1911.

## Accoglienza ed eredità artistica
Lindsay è ampiamente considerato come uno dei più grandi artisti australiani, producendo varie opere mediante penna stilografica, incisione, acquerelli, pittura a olio e sculture in cemento e bronzo.
La sua più grande opera si trova in quella che era la sua casa a Faulconbridge nel Nuovo Galles del Sud, ora esposta nel Norman Lindsay Gallery and Museum, e molte opere fanno parte di collezioni private e aziendali. Le sue opere continuano ad aumentare di valore e, nel 2002, il suo dipinto ad olio Spring's Innocence fu venduto alla National Gallery of Victoria per 333 900 dollari australiani.
Nel 1938, Lindsay pubblicò il libro Age of Consent, che tratta l'esperienza di un pittore di mezza età che incontra, durante un viaggio in una zona rurale, una ragazza adolescente che diviene prima la sua modella, poi la sua amante. Tuttavia, l'opera fu bandita in Australia fino al 1962.

### Censure
I nudi franchi e sontuosi di Lindsay furono considerati molto controversi e, nel 1940, Soady nascose sedici casse di dipinti, disegni e incisioni negli Stati Uniti per proteggerli dalla guerra; malgrado tutto, questi ultimi furono scoperti, posti sotto sequestro e bruciati per pornografia dai funzionari americani.

## Filmografia

### Cinema
Il primo adattamento cinematografico importante di opere letterarie di Lindsay fu Age of Consent, una co-produzione anglo-australiana del 1969 ispirata dall'omonimo libro di Lindsay del 1938.
Inoltre, nel 1994, Sam Neill recitò nel film Sirens, diretto da John Duigan e girato principalmente nella casa di Lindsay, Faulconbridge. Esso noto come il debutto cinematografico della top model australiana Elle Macpherson.

### Televisione
Nel 1972 cinque romanzi furono trasposti per la televisione dalla Australian Broadcasting Corporation per l'anniversario di Lindsay, tra i quali Halfway to Anywhere, Redheap, A Curate in Bohemia, The Cousin from Fiji e Dust or Polish.

## Opere

### Novelle
- A Curate in Bohemia, 1913
- Redheap, 1930 (pubblicato negli Stati Uniti d'America come Every Mother's Son)
- Miracles by Arrangement, 1932 (pubblicato negli Stati Uniti d'America come Mr. Gresham and Olympus)
- Saturdee, 1933
- Pan in the Parlour, 1933
- The Cautious Amorist, 1934 (prima pubblicazione negli Stati Uniti d'America in 1932); versione cinematografica: Come Eva... più di Eva (Our Girl Friday), 1953
- Age of Consent, 1938
- The Cousin from Fiji, 1945
- Halfway to Anywhere, 1947
- Dust or Polish?, 1950

### Romanzi per ragazzi
- Il budino magico, 1918 (The Magic Pudding, 1918)
- The Flyaway Highway, 1936

### Poesie
- A Drum for Ben Boyd Sydney: Angus & Robertson, 1948, illustrazioni di Francis Webb

### Altro
- Creative Effort: an essay in affirmation, 1924
- Hyperborea: Two Fantastic Travel Essays, 1928
- The scribblings of an idle mind, 1956
- Norman Lindsay: Pencil Drawings, 1969, Angus & Robertson, Sydney
- Norman Lindsay's pen drawings, 1974

### Autobiografie
- Bohemians of the Bulletin, 1965
- Rooms and Houses, 1968
- My Mask, 1970